# صنعت در آمل
آمل قطب صنعتی استان مازندران و از جمله شهرهای صنعتی کشور ایران است. ۴۸ درصد کل صنعت و ۴۰ درصد معادن استان مازندران در اختیار آمل قرار دارد و بیش از ۸۰ درصد صادرات مازندران از طریق واحدهای تولیدی و گمرک آمل صورت می‌گیرد. در حال حاضر آمل، رتبه یک تولید برنج، گوشت، لبنیات، محصولات سردسیری و گل و گیاه زینتی استان مازندران را در اختیار خود دارد و تأمین نیاز بخش عمده کشور در این پنج محصول از آمل صورت می‌گیرد. آمل در بخش لبنیات رتبه یک تولید و تامین نیاز کشور ایران را دارا است. آمل برنج ۶ میلیون از جمعیت ایران را تأمین می‌کند. آمل با دارا بودن بزرگ‌ترین تولیدی صنایع غذایی خاورمیانه و بزرگ‌ترین کارخانه لبنی غرب آسیا، بزرگ‌ترین کشتارگاه صنعتی طیور خاورمیانه، بزرگ‌ترین پالایشگاه آب پنیر آسیا، بزرگ‌ترین شرکت آلومینیوم سازی خاورمیانه، بزرگ‌ترین گلخانه هیدروپونیک گل در خاورمیانه، بزرگ‌ترین تولیدکننده لوازم نظافتی خاورمیانه، بزرگ‌ترین واحد تولیدکننده آجر عایق نسوز خاورمیانه، بزرگ‌ترین کارخانهٔ غذای آمادهٔ منجمد خاورمیانه، بزرگ‌ترین کارخانه تولید آب معدنی خاورمیانه و بزرگ‌ترین کشتارگاه خاورمیانه دارای اهمیت در بخش تولیدات صنعتی بخصوص در امر صنعت غذایی است.
تولیدات صنایع شهر آمل علاوه بر تأمین نیازهای داخلی، به کشورهای خارجی نیز صادر می‌گردد. وجود کارخانه‌های برتر تولید مواد غذایی در آمل باعث شده که صنعت این شهر بخش بزرگی از صادرات مواد غذایی کشور را به خود اختصاص دهد.

## شهرک‌های صنعتی و فعالیت‌ها

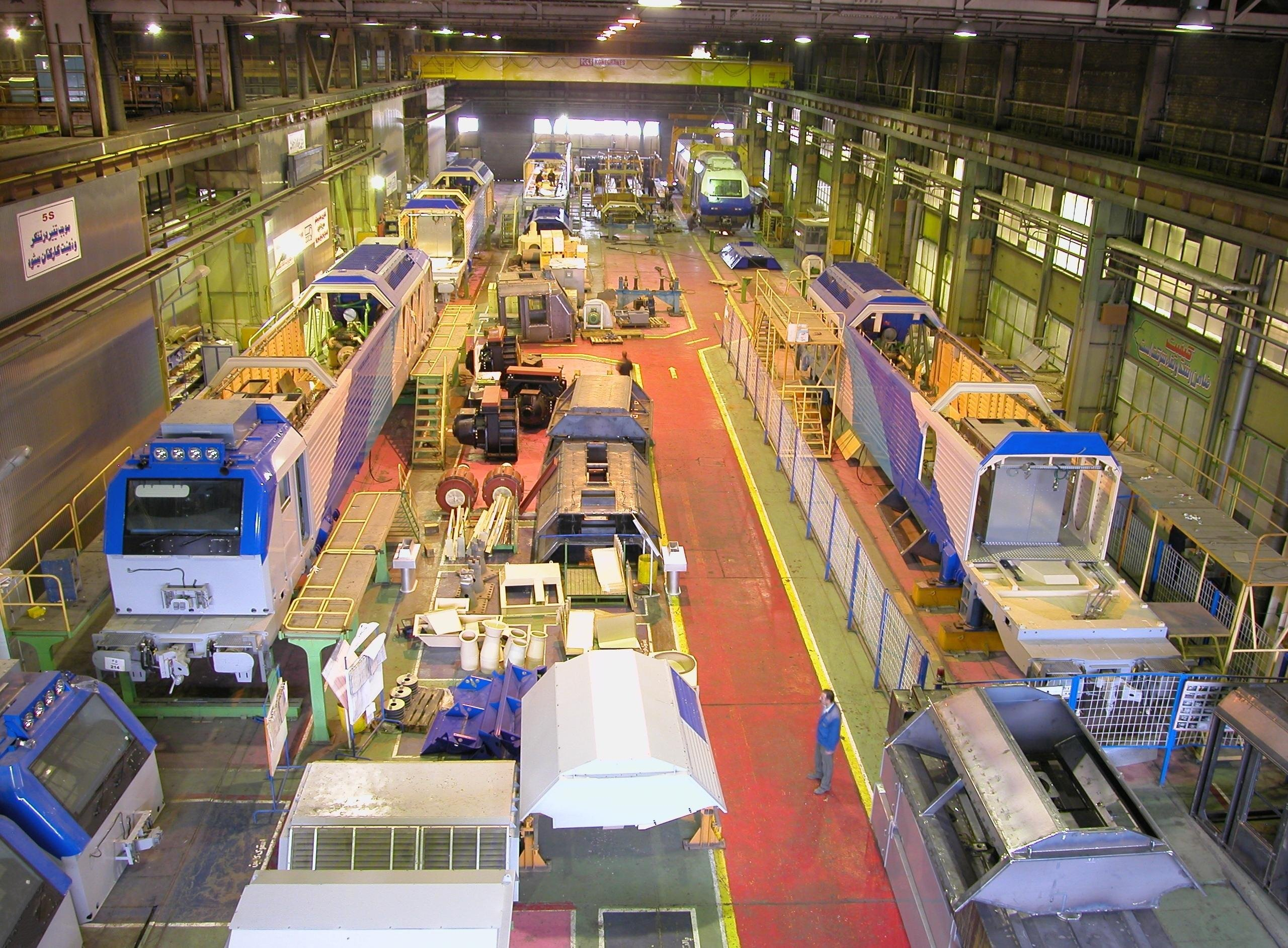
لوکوموتیو AD43C که موتور آن در دسا آمل ساخته می‌شود

آمل دارای چهار شهرک صنعتی است. شهرک‌های صنعتی آمل پس از سال ۱۳۴۵ با احداث کارخانه‌ها رونق پیدا کردند و این شهر به‌عنوان یک قطب صنعتی در سطح منطقه شناخته شد. در حال حاضر بیش از ۵۷۰ واحد صنعتی در این چهار واحد صنعتی مستقر است. شهرک صنعتی امامزاده عبدالله آمل دارای ۹۵ هکتار وسعت و ۲۳۷ واحد بهره‌بردار است. امروزه ۵۰٪ درصد از صنعت استان مازندران در آمل مستقر شده‌اند که این امر سبب مهاجرت نیروی کار مورد نیاز برای فعالیت در این کارگاه‌ها از نقاط مختلف استان به آمل گردیده‌است.
دیگر شهرک صنعتی مهم آمل بابکان نام دارد که در سال ۱۳۸۳ در زمینی به مساحت ۲۱ هکتار در کیلومتر ۷ جاده قدیم آمل به بابل و با هدف توسعه، تولید و اشتغال احداث گردیده‌است.
بزرگ‌ترین شهرک صنعتی تخصصی دیزل یعنی شرکت صنعتی و تولیدی دیزل سنگین ایران با نام دسا و بزرگ‌ترین کوره تونلی ایران با نام دیرگداز، بزرگ‌ترین کارخانه صنعت آلومینیوم ایران با نام آبسکون و بزرگ‌ترین کارخانه تولیدی طیور با نام زربال و بزرگ‌ترین شرکت دانش بنیان دستگاه کشاورزی و صنعتی با نام خزر الکتریک در آمل قرار دارد. کارخانه تکاب که به عنوان تنها کارخانه تولید کاغذ اسناد بهادار، کاغذ اسکناس، چک، صفحات پاسپورت، کاغذ شناسنامه، چاپ پول در سطح کشور ایران محسوب می‌شود در سال ۱۳۶۱ در آمل افتتاح شد. همچنین دفتر نمایندگی اتاق بازرگانی مازندران در آمل به عنوان بخش بازرگانی اتاق مازندران انتخاب شد و در سال ۱۳۹۸ کلنگ ساخت ساختمان جدید این سازمان در آمل به زمین زده شد. همچنین ۶۰ درصد از فعالان صنعتی شهرک تشبندان، ۸۰ درصد شهرک صنعتی چمستان و ۲۰ درصد شهرک صنعتی رجه بابل، را سرمایه‌گذاران و تولیدگنندگان صنعتی اهل آمل تشکل می‌دهند.
| نوع                                       | تعداد              |
| ----------------------------------------- | ------------------ |
| تعداد واحد صنعتی مستقر در چهار شهرک صنعتی | ۵۸۰ عدد            |
| واحد بزرگ مازندران با پرسنل بیش از ۵۰ نفر | ۶۴ واحد از ۳۱۳ عدد |
| کلیت تعداد واحدها                         | ۱۵۰۰ واحد تولیدی   |

## صنایع

### صنایع غذایی
لبنی کاله که بزرگ‌ترین شرکت مجموعه هلدینگ سولیکو است در سال ۱۳۶۹ به دست غلامعلی سلیمانی در آمل تأسیس شد. به گزارش یورو مانیتور این برند را در جایگاه ۴۸ام صنایع غذایی در جهان، برند محبوب و برتر و ۷ سال تنها صادرکننده نمونه در فراورده‌های لبنی در ایران قرار داده‌است.
این شرکت فراورده‌های لبنی مانند انواع شیر به همراه مکمل‌های آن، کره، انواع پنیر، ماست، دوغ و همچنین دسر تولید می‌کند.
کاله با داشتن ۱۶ گروه تولیدی حجم زیادی از بازار لبنی ایران را در اختیار دارد تا جایی که بزرگ‌ترین تولیدکننده فراورده‌های لبنی در کشور و بزرگ‌ترین واحد صادرکننده فراورده‌های لبنی ایران خوانده شده‌است.
کاله در سال‌های ۲۰۰۹، ۲۰۱۰، ۲۰۱۳، ۲۰۱۴ و ۲۰۱۶ به عنوان صادرکننده نمونه کشور برگزیده شد و نوشیدنی‌های آن نشان سلامت و ایمنی را برنده شد. کارخانه ۱۴ هکتاری کاله یکی از بزرگ‌ترین کارخانجات در کل صنایع کشور است.
شرکت کاله در سال ۱۳۷۴ به عنوان واحد نمونه صنایع غذایی از وزارت صنایع لوح تقدیر دریافت نموده‌است و گواهینامه ایزو و نشان‌های ایزو ۹۰۰۰ - ۲۰۰۰ و HACCP دریافت کرده‌است. کاله در سال ۱۳۹۳ نیز تندیس زرین برند محبوب را دریافت نمود.
به گزارش یورو مانیتور این برند را در جایگاه ۴۸ام صنایع غذایی در جهان، برند محبوب و برتر و ۷ سال تنها صادرکننده نمونه در فراورده‌های لبنی در ایران قرار داده‌است. شرکت لبنیات کاله هر روز ۲۵۰۰ تن شیر خام را به بیش از ۱۶۰ نوع محصول لبنی تبدیل می‌کند. این شرکت در سال بالغ بر ۱۰۰ میلیون دلار صادرات دارد.
این شرکت روزانه ۸۰۰ تن ماست تولید می‌کند.
به نوشته وبسایت خبری صنعت غذا به نقل از نشریه اکوروتیخ آلمان، ساختار مدیریتی این شرکت در سلیمانی متمرکز است و هیچ فرایندی بدون تأیید وی امکان اجرا ندارد و این منجر به عدم هماهنگی بین تبلیغات و فروش کالا شده‌است. این شرکت در ابعاد محصول سودآور است ولی در حجم عرضه اینگونه نیست. در مقابل نقطه قوت این شرکت در بازار شناخت درست از ذائقه مخاطب، ایجاد تنوع در محصولات و ورود محصولات جدید به بازار است. شرکت کاله از با سابقه‌ترین تولیدکننده‌های پنیر پیتزا در کشور محسوب می‌شود. کاله به عنوان اولین شرکتی است که پنیر پیتزای خود را مخلوطی از سه پنیر فیلافیلا، موتزارلا و چیزبرگر ارائه می‌دهد که در نتیجه دارای طعم، کش و رنگ مطلوب برای مصرف‌کننده می‌گردد. محصولات کاله سبب شده‌است که بخش عمده‌ای از تولیدات این شرکت به خارج از ایران بیشتر به اروپا صادر شده و این شرکت در طی سالیان گذشته چند مرتبه به عنوان صادرکنندهٔ نمونه صنایع غذایی انتخاب شده‌است. سعت کارخانهٔ لبنی کاله ۳۵ هکتار است. اولین محصول لبنی ایران، پنیر شرکت کاله با تأیید سازمان غذا و دارو آمریکا و وزارت کشاورزی ایالات متحده آمریکا است که برای نخستین بار به صورت رسمی به آمریکا صادر شد. اولین محمولهٔ لبنیات شامل هشت نوع پنیر شرکت کاله به آمریکا صادر شده و علاوه‌بر لس آنجلس در فروشگاه‌های ایالتهای واشینگتن، شیکاگو، نیویورک، بوستون و هیوستن با استقبال آمریکایی‌ها مواجه شد. هلدینگ سولیکو در سال ۲۰۱۶ به دلیل گسترش مجموعهٔ خود قرار شد کارخانه‌های خود در روسیه و عراق را بسازد.
گوشتی کاله دومین شرکت بزرگ زیرمجموعه هولدینگ سولیکو است. در این مجموعه تولید فراورده‌های گوشتی صورت می‌گیرد.
زربال که در سال ۱۳۷۰ با نام مرغ اجداد زربال تأسیس شد، در حال حاضرر بزرگ‌ترین شرکت تولید مرغ در کشور ایران می‌باشد. شرکت مرغ اجداد زربال دارای ظرفیت تولید ۱۰ میلیون قطعه مرغ مادر است که حدود ۷۰ درصد مرغ مادر کشور را تولید می‌کند.
لبنی هراز شرکت لبنی دوشه آمل با برند تجاری هراز یکی از بزرگ‌ترین شرکت‌های تولید لبنیات در کشور ایران محسوب می‌شود. اولین تولیدات شرکت هزار در کارخانه هکلند آلمان که در ایران فعال بود، انجام شد. شرکت لبنی هراز در سال ۱۳۸۶ هجری شمسی توسط بزرگمهر دادگر در شهر آمل پایه‌گذاری شد. این شرکت از اولین تولیدکنندگان ماست طعم دار در کشور ایران محسوب می‌شود. همچنین محصولات این شرکت علاوه بر داخل کشور به کشورهای دیگر از جمله ترکمنستان، آذربایجان، عراق، قطر، کانادا، کویت و بحرین صادر می‌شود.
دلوسه شرکت آسیاب طلایی مالک برند دلوسه از سال ۱۳۷۶ فعالیت خود را با تولید سس گوجه فرنگی، مایونز، سس‌های سالاد و انواع کنسروهای غیر گوشتی در شهرک صنعتی آمل آغاز نموده‌است. همه محصولات این کارخانه به جز تأمین نیاز داخل، به کشورهای ترکیه، عراق، افغانستان، روسیه و برخی کشورهای عربی حوزه خیلج فارس نیز صادر می‌شود.
لبنیات گلا در سال ۱۳۷۵ در زمینی به مساحت حدود ۱۱۰۰۰ متر مربع در آمل تأسیس شد. این مجموعه خط تولید پنیر خود را با تکنولوژی کشور دانمارک در سال ۱۳۸۱ تأسیس کرد. گلا، در حال حاضر با ۵ خط تولید فعالیت دارد. شرکت فرآورده‌های لبنی گلا با گذراندن آزمون‌های سخت بهداشتی و تضمین کیفتی کشور ژاپن و مشارکت فعال در تدوین و تنظیم پروتکل‌های بهداشتی و کیفی دو کشور، موفق شد به عنوان اولین شرکت لبنی ایران محصولاتش را وارد بازار ژاپن کند.
لبنی صالح دیگر واحد تولیدی صنعت غذایی در آمل است که از سال ۱۳۶۸ فعالیت خود آغاز نموده‌است. این واحد در حال حاضر با تولید انواع پنیر، ماست، بستنی، دوغ و خامه فعال است.
پمینا یک شرکت تولید مواد غذایی است که با حمایت شرکت مادر یعنی کاله شکل گرفت. در این واحد تولید صنایع غذایی اولین خط تولید اتوماتیک پیتزا در خاورمیانه فعالیت می‌کند. پمینا با هدف ارتقا فرهنگ مصرف غذاهای آماده و ایجاد جایگاه استفاده درست از غذاهای انجمادی و تنوع در سبد غذایی مصرفْکنندگان فعالیت خود را گسترش داد و تولید غذاهای آماده مصرف و غذاهای نیمه‌آماده منجمد از یک سو و فراهم کردن مواد اولیه باکیفیت منجمد برای پخت سریع غذا از سوی دیگر، زمینه را برای ارائه طیف وسیعی از محصولات غذایی به بازار صنایع غذایی کشور فراهم کرد.
کاترین شرکت تکامل غذا در سال ۱۳۸۵ فعالیت خود را در قالب شرکت سهامی خاص در زمینی به مساحت ۲۱۰۰ متر مربع با ظرفیت تولید ۱۰ تن در روز آغاز نموده که این شرکت تا کنون به‌طور مستمر رشد کرده‌است و امروزه با به‌کارگیری دانش فنی روز، استعدادهای انسانی توانمند، توسعه مداوم کسب‌وکارها و ارتقاء خطوط و امکانات تولید، شرکتی پیشتاز و نوآور در اقتصاد ایران محسوب می‌گردد و یکی از بزرگ‌ترین شرکت‌های صنعت قند پختی ایران به‌شمار می‌رود.
رافانو شرکت صنایع غذایی مهدکالا در سال ۱۳۷۵ با هدف تولید عالی‌ترین سطح تولیدات غذایی با رویکرد تولید انواع آبمیوه، انواع کمپوت، کنسروهای غذایی غیرگوشتی، ترشیجات و شوریجات با نام تجاری رافا شروع به فعالیت نمود. محصولات اصلی این شرکت با برند رافانو تولید و عرضه می‌گردد.
آرد آسیابان فعالیت خود را ازسال ۱۳۷۹ آغاز کرده‌است. این واحد تولیدی دارای ظرفیت فعلی سالانه تولید بالغ بر۶۰ هزارتن آرد در سال را دارا می‌باشد.
بریان شرکت بریان گوشت آمل با برند تجاری بریون واقع در شهرک صنعتی آمل یکی از تولیدکنندگان فراورده‌های گوشتی این شرکت با سابقه حدوداً ۱۰ ساله است.
خوتکا این گروه صنعتی در سال ۱۳۷۴ با تولید سالیانه ۶۴ هزار تن و سرمایه‌گذاری بالغ بر ۵۰ میلیون یورو در فضایی با مساحت ۴۷ هزار و ۱۳۰ مترمربع تأسیس شد. در مقاطعی به عنوان صادرکننده نمونه کشور انتخاب شد.

### صنعت آب
نستله واترز شرکت نستله واترز، یکی از شرکت‌های زیرشاخه نستله سوئیس با سرمایه‌گذاری در شرکت آناهیتا پلور به تولید و توزیع آب آشامیدنی با کیفیت عالی، تحت نام تجاری نستله پیورلایف از سرچشمه پلور آمل می‌پردازد. در حال حاضر، حجم کل سرمایه‌گذاری‌های مجموعه تولیدی نستله در ایران بالغ بر ۷۶ میلیون دلار است.
آب معدنی پلور یکی از قدیمی‌ترین کارخانه‌های تولیدی آب معدنی در کشور است که در سال ۱۳۶۶ در منطقه پلور آمل افتتاح شد.
آب معدنی میوا شرکت البرز پلور با برند میوا در سال ۱۳۹۸ تأسیس شد. کارخانه البرز پلور در مساحتی به میزان ۵۰ هزار متر مربع و با ظرفیت تولید آب معدنی ۳۶ هزار بطری در ساعت با سرمایه‌گذاری بخش خصوصی در آمل راه اندازی شده‌است.
آب معدنی نوا در سال ۱۳۸۲ عملیات ساخت آن آغاز شد و با سرمایه‌گذاری بومی و اهالی روستا نوا به پایان رسید. این شرکت آب معدنی خود را از چشمه سه سنگ واقع در ارتفاع ۳۸۰۰ متری از سطح دریا تأمین می‌کند.
آب معدنی آمولو به اولین کارخانه آب بسته‌بندی ایران به نام آمولو در سال ۱۳۵۰ با استفاده از آب خروجی از چشمه آب معدنی پرسم واقع در دامنه رشته کوه‌های البرز تأسیس گردید که محصولات خود را در بطری‌های شیشه‌ای به بازار عرضه نمود، وجود املاح در مقادیر بالا از ویژگی‌های منحصر بفرد این چشمه بشمار می‌رفت. چشمه آب معدنی آمولو معروف به پِرَسم در کیلومتر ۳۰ آمل به تهران در پایین جاده هراز در مجاورت رود هراز از زمین خارج شده و حوضچه بزرگی تشکیل می‌دهد. این چشمه، چشمه آب سرد بوده و دارای املاح کلسیم، سدیم، پتاسیم و غیره است.

### صنعت پیش‌ران و خودرو
دسا شرکت صنعتی و تولیدی دیزل سنگین ایران، کارخانه ایرانی در حوزهٔ ساخت پیشرانه‌های دیزلی و گازی سنگین است. دسا تولیدکننده پیشرانه‌های دیزلی سنگین برای حوزه‌های ترابری ریلی، ترابری دریایی و تولید برق است. شرکت دیزل سنگین ایران در سال ۱۳۷۰ در آمل با هدف توسعه تولید صنعت پیشرانه‌های دیزلی تأسیس شد. کارخانه‌ای به مساحت بیش از ۱۰٬۰۰۰ مترمربع در یک سایت ۸۰ هکتاری ساخته شده‌است و دارای امکانات متعددی برای آزمایش کیفیت، تحقیق و توسعه، طراحی و پشتیبانی است.
این کارخانه مجوز مونتاژ تحت‌لیسانس پیشرانه‌های وارتسیلا فنلاند و روستون انگلیس و تعمیر پیشرانه‌های راستن آر-کی ۲۱۵ را با مجوز این شرکت و همراهی ام‌آان آلمان را گرفت. مونتاژ پیشرانه وارتسیلا در سال ۱۹۹۶ و تولید پیشرانه ۲۱۵ در سال ۲۰۰۰ آغاز شد. در سال‌های پسین ساخت و آزمون پیشرانه‌های دیزل برای لکوموتیوهای شرکت آلستوم فرانسه ساخت واگن پارس، در این کارخانه آغاز شد. دولت ایران نخست قصد داشت که این شرکت را به گروه مپنا ملحق کند اما به‌جای این‌کار به یک نهاد قدرتمند شبه‌دولتی واگذار گردید که منجر به اعتراض میرسلیم به معاون ریاست‌جمهور وقت (اسحاق جهانگیری) شد. دسا تا به امروز با معتبرترین شرکت‌های بزرگ جهان همکاری داشته‌است که شامل شرکت‌های وارتسیلا فنلاند، دویتس آگ آلمان، ام‌تی‌یو فریدریشسهافن آلمان، کاترپیلار آمریکا، راستِن انگلستان، بلک‌استون اند کو انگلستان، آوک دانمارک، ام‌آان آلمان، ولوو سوئد، لروی سامر فرانسه، مک آلته ایتالیا و زداف فریدریشسهافن آلمان می‌باشد. دسا برای تأمین برق دائمی و اضطراری دیزل ژنراتور تولید می‌کند. از این رو ۱۰۴ واحد ژنراتور توسط این کارخانه در اختیار شرکت مخابرات ایران قرار گرفته‌است. دسا تأمین کننده راه‌آهن جمهوری اسلامی ایران و شرکت قطار مسافر رجا است. همچنین دسا ۷۰ پیشرانه برای لوکوموتیو AD43C در اختیار واگن پارس قرار داده‌است. همچنین براساس تفاهم‌نامه‌ای مقرر شد تا شرکت مهندسی و ساخت لوکوموتیو مپنا تعداد ۱۵۰ دستگاه لوکوموتیو برای شرکت رجا تأمین نماید. این لوکوموتیوها که ایران‌رانر نام دارد، ساخت شرکت زیمنس آلمان بود و پیشرانه‌های آن از شرکت ام‌تی‌یو فریدریشسهافن دریافت شد و تعداد ۳۰ دستگاه لوکوموتیو به‌طور آماده به گروه مپنا تحویل شد. برای تأمین ۱۲۰ دستگاه پیشرانه باقی مانده قرار دادی بین شرکت دسا و شرکت ام‌تی‌یو با عنوان خرید برای اجرای کار منعقد شد که بر اساس آن تعداد ۱۱۴ دستگاه پیشرانه ۱۶ سیلندر با شماره شناسایی 16v4000R43L توسط شرکت دسا آماده‌سازی و به مپنا تحویل داده شد. از سال ۱۳۸۳ کار پژوهش بر روی طراحی و تولید پیشرانه دیزلی سنگین ملی آغاز شد و در سال ۱۳۹۱ خط تولید آن آغاز و در ۱۳۹۷ خط تولید پیشرانه دیزل ۱۳۰۰ اسب بخاری جدید با حضور عباس آخوندی، وزیر راه و شهرسازی، محمد شریعتمداری وزیر صنعت، معدن و تجارت، امیر حاتمی وزیر دفاع، سعید محمدزاده، معاون وزیر راه و شهرسازی، سورنا ستاری، معاون علمی و فناوری ریاست جمهوری و جمعی از مسئولان شروع به کار نمود. طرح کلان ملی تولید پیشرانه‌های دیزل سنگین ملی (خانواده D87) به تولید پیشرانه‌های دیزل سنگینی می‌پردازد که قابلیت کاربری در ترابری ریلی، نیروگاه‌ها و صنایع را داشته باشند. با تلاش‌های شرکت دانش‌بنیان دسا و حمایت برخی نهادهای دیگر، مانند معاونت علمی و فناوری ریاست جمهوری، این طرح کلان ملی در این سال آغاز و ایران نیز در زمره ۱۲ کشور تولیدکننده پیشرانه‌های دیزل سنگین شناخته شد. دسا تا به امروز ۷ دستگاه پیشرانه به شرکت صنعتی دریایی ایران (صدرا)، ۲ دستگاه پیشرانه به مجتمع کشتی‌سازی و صنایع فراساحل ایران (ایزوایکو) و ۴ دستگاه پیشرانه به صنایع دریایی شهید درویشی تحویل داده‌است.
ایران-لادا در کنگره اتحادیه صنعتگران و کارآفرینان روسیه و نماینده رسمی اتاق‌های منطقه‌ای بازرگانی روسیه در ایران شرکت ایران-لادا در سال ۲۰۲۳ برای مونتاژ خودروهای لادا که نشان تجاری شرکت خودروسازی آوتوواز، روسیه است، تأسیس می‌گردد. لادا محصول مشترک سرمایه‌گذاری دولت‌های ایتالیا (به‌طور انحصاری فیات) و اتحاد جماهیر شوروی سوسیالیستی در ژوئیه ۱۹۶۵ میلادی می‌باشد. در آن زمان لادا از روی فیات ۱۲۴ نسخه‌برداری کرد. برند لادا در سال ۱۹۷۰ رونمایی شد. نشان لادا منظره قایق تندروی بادبانی در رود ولگا است. شرکت لادا در حال حاضر زیرمجموعه‌ای از گروه خودروسازی رنو است. از جمله محصولات تولید شده توسط لادا، می‌توان به لادا پریورا، لادا کالینا، لادا نادژدا، لادا ریوا، لادا سامارا و لادا ترینیدا اشاره کرد.
فولادین ذوب به عنوان یکی از نخستین خطوط تولید قطعه‌سازی خودروهای سنگین کشور از سال ۱۳۷۹ فعالیت خود را در شهرک صنعتی آمل با هدف تولید انواع قطعات چدنی و آهن آلات و مقاطع فولادی آغاز نمود و در حال حاضر به یکی از شرکت‌های مهم در این حوزه تبدیل گشته‌است. از قطعات خودرو تولیدی این مجموعه نیز می‌توان به دیسک ترمز؛ کاسه چرخ و کالیبر اشاره نمود. دیگر محصولات تولیدی نیز شامل قطعات معدنی، سیمانی و راهسازی، صنایع آب و فاضلاب، صنایع نفت، گاز و شیمیایی و ماشین کاری می‌باشد. این کارخانه اکسل و سیستم تعلیق خودروهای ایران خودرو را تأمین می‌کند.
کشتی سازی پارس کشتی سازی و سازه‌های دریایی پارس فعالیت خود را در سال ۱۳۸۴ آغاز نمود. شرکت صنعتی دریایی ایران صدرا در تفاهم‌نامه دوطرفه با این شرکت در تولید برخی از کشتی‌ها اشتراک داشته‌است.